# Britischer Friedhof an der Heerstraße

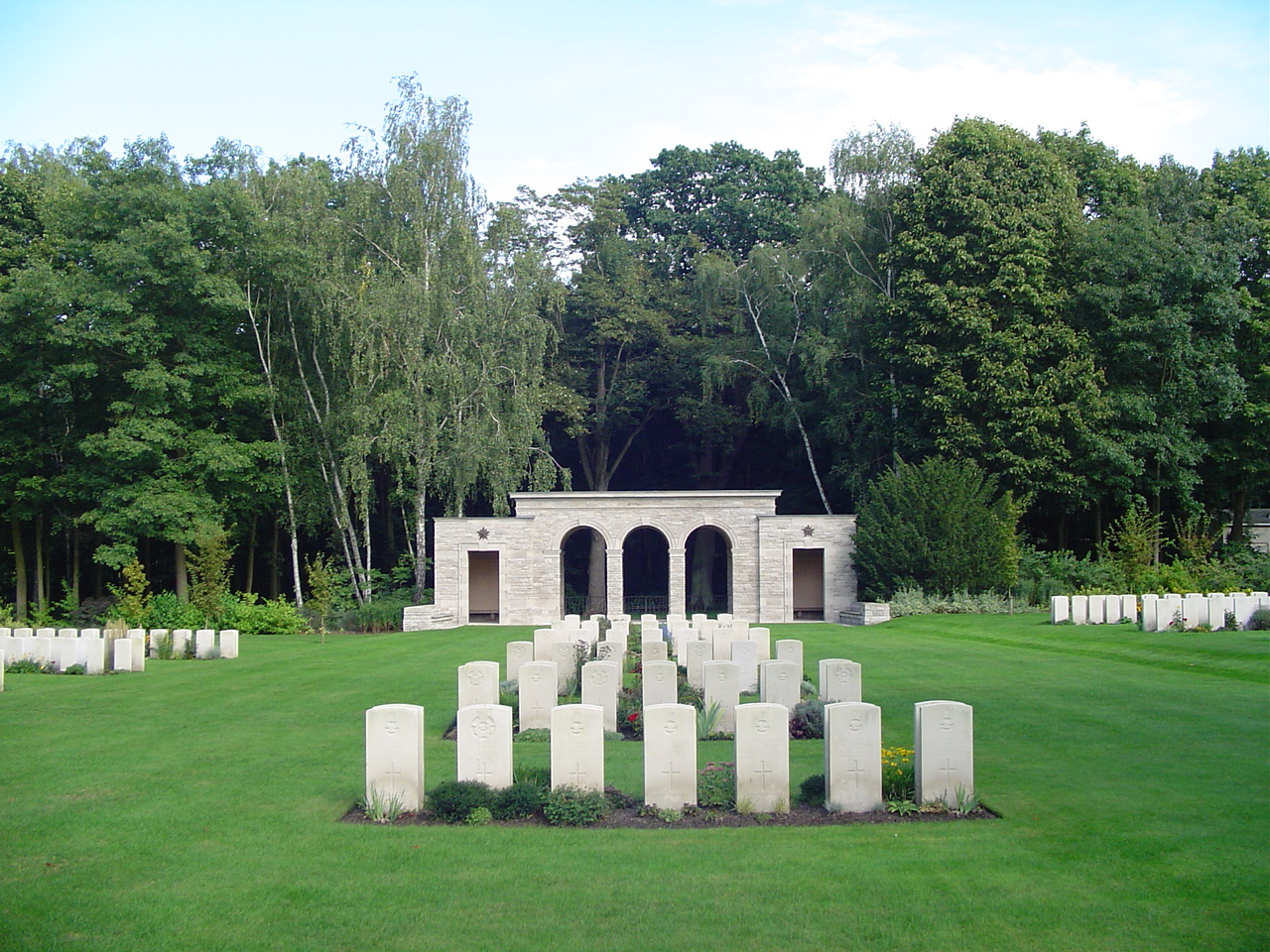
Der Eingangsbereich

Der Britische Friedhof an der Heerstraße ist ein Ehrenfriedhof im Berliner Bezirk Charlottenburg-Wilmersdorf, an der Südseite der Heerstraße nahe dem Forst Grunewald. Hier liegen rund 3600 britische Soldaten begraben, die im Zweiten Weltkrieg in und um Berlin gefallen waren. In erster Linie handelt es sich um Besatzungsmitglieder abgeschossener Bomber der Royal Air Force.

## Allgemeines

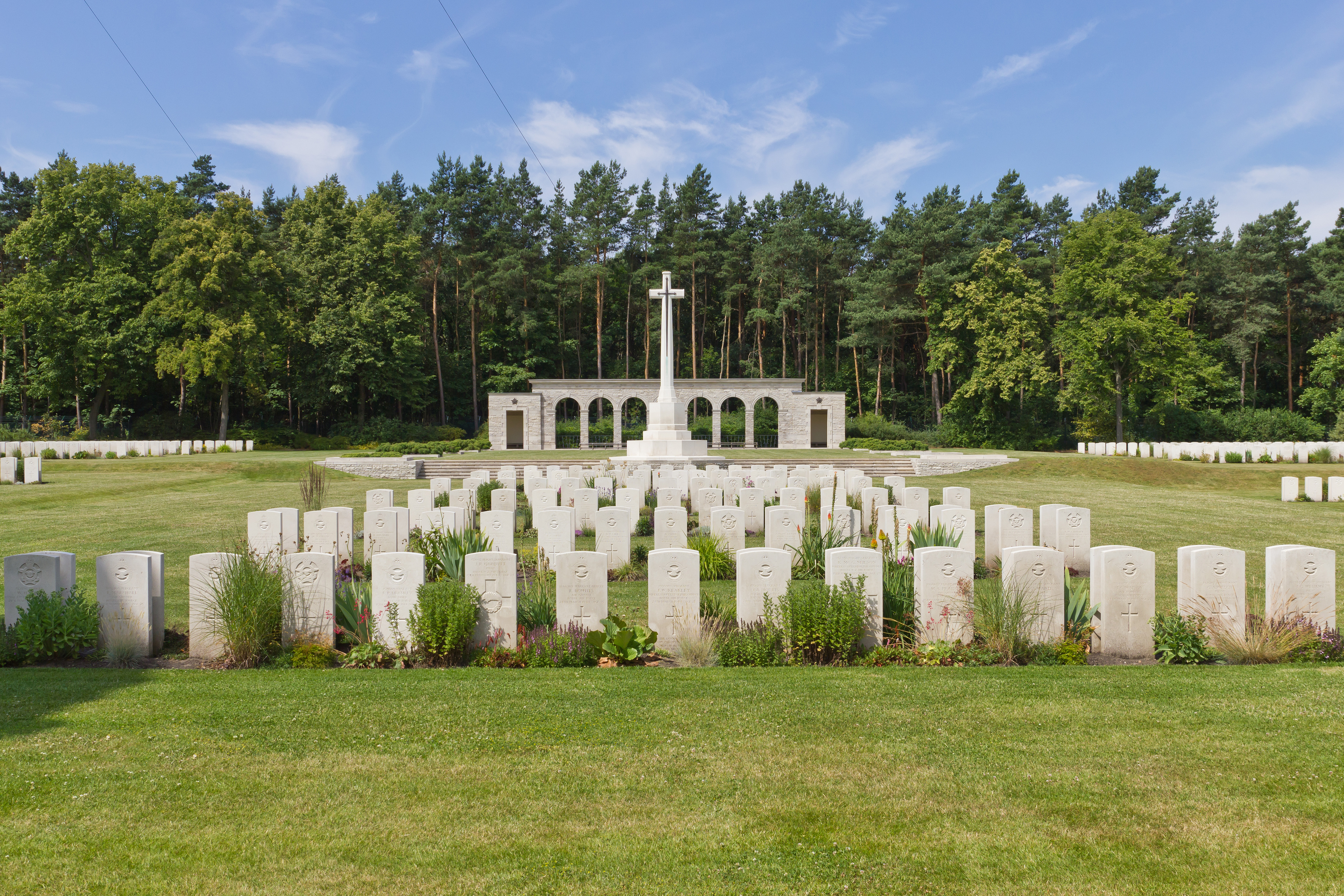
Gräberfeld vor dem Cross of Sacrifice

Der britische Soldatenfriedhof an der Heerstraße entstand in den Jahren 1955 bis 1957 als Ersatz für den einige Jahre zuvor angelegten britischen Soldatenfriedhof an der Trakehner Allee, der 1959 aufgelöst werden musste. Das Gelände war für die – letztlich doch nicht erfolgte – Errichtung eines Fernsehturmes vorgesehen. Die Toten von dort wurden auf die neue Begräbnisstätte an der Heerstraße umgebettet. Der neue Soldatenfriedhof entstand nach dem Entwurf des Architekten Philip Dalton Hepworth auf einem rund 3,8 Hektar großen Gelände. Seine Gestaltung entspricht im Wesentlichen dem Muster anderer britischer Soldatenfriedhöfe, so beispielsweise des britischen Friedhofs auf dem Gelände des Südwestkirchhofs Stahnsdorf oder des Commonwealth-Ehrenfriedhofs auf dem Kölner Südfriedhof; charakteristisch sind hierbei einheitliche schlichte Grabsteine aus englischem Portlandsandstein, das Cross of Sacrifice mit Bronzeschwert, der zentral platzierte Erinnerungsstein mit Gedenkinschrift (hier: Their name liveth for evermore) sowie gepflegter, kurz geschnittener Rasen. Den Eingangsbereich bildet ein aus drei Arkaden gebildeter Torbau aus Muschelkalk mit schmiedeeisernen Pforten.
Wie auch die anderen britischen Ehrenfriedhöfe in Deutschland, wird dieser Friedhof von der Commonwealth War Graves Commission verwaltet. Die meisten der hier Bestatteten sind britische Luftwaffenangehörige, die bei Luftangriffen auf Berlin fielen; außerdem liegen in Gefangenenlagern verstorbene Soldaten hier begraben, daneben auch einige zivile Angehörige der britischen Besatzungstruppen nach 1945. Neben Briten wurden hier auch Soldaten aus anderen Commonwealth-Staaten wie überwiegend Kanada beerdigt, ferner Soldaten unbekannter Nationalitäten sowie fünf polnische Kriegstote. Insgesamt beherbergt der Ehrenfriedhof 3.576 Einzelgräber. Der Soldatenfriedhof steht unter besonderem Schutz der britischen Krone.